# ГЕС Dōngfēng
ГЕС Dōngfēng (东风水电站) — гідроелектростанція у центральній частині Китаю в провінції Ґуйчжоу. Знаходячись перед ГЕС Suǒfēngyíng, становить верхній ступінь каскаду на річці Уцзян — великій правій притоці Янцзи. При цьому вище по сточищу на витоках Уцзян працюють ГЕС Yǐnzidù та ГЕС Hóngjiādù.
В межах проекту річку перекрили бетонною арковою греблею висотою 162 метра, довжиною 254 метра та шириною від 6 (по гребеню) до 25 (по основі) метрів. На час спорудження воду відвели за допомогою тунелю довжиною 0,6 км з перетином 12х14 метрів. Гребля утримує водосховище з об'ємом 864 млн м3 та припустимим коливанням рівня поверхні у операційному режимі між позначками 950 та 970 метрів НРМ (під час повені рівень може зростати до 977,5 метра НРМ, а об'єм — до 1025 млн м3). Первісно мінімальний рівень становив 936 метрів НРМ (чому відповідав об'єм у 373 млн м3), проте після запуску другої черги він був підвищений до зазначеного перед цим показника.
В 1994—1995 роках станцію ввели в експлуатацію з трьома турбінами типу Френсіс потужністю по 170 МВт, які використовували напір від 95 до 132 метрів (номінальний напір 117 метрів) та забезпечували виробництво 2,4 млрд кВт-год електроенергії на рік. В наступному десятилітті до них додали ще одну турбіну потужністю 125 МВт, а всі попередні модернізували до показника у 190 МВт. Гідроагрегати розташовані на правобережжі біля греблі у двох підземних машинних залах — один має розміри 105х20 метрів при висоті 48 метрів, тоді як інший 48х18 метрів при висоті 44 метра.
Видача продукції відбувається по ЛЕП, розрахованій на роботу під напругою 220 кВ.